# Conleth Hill

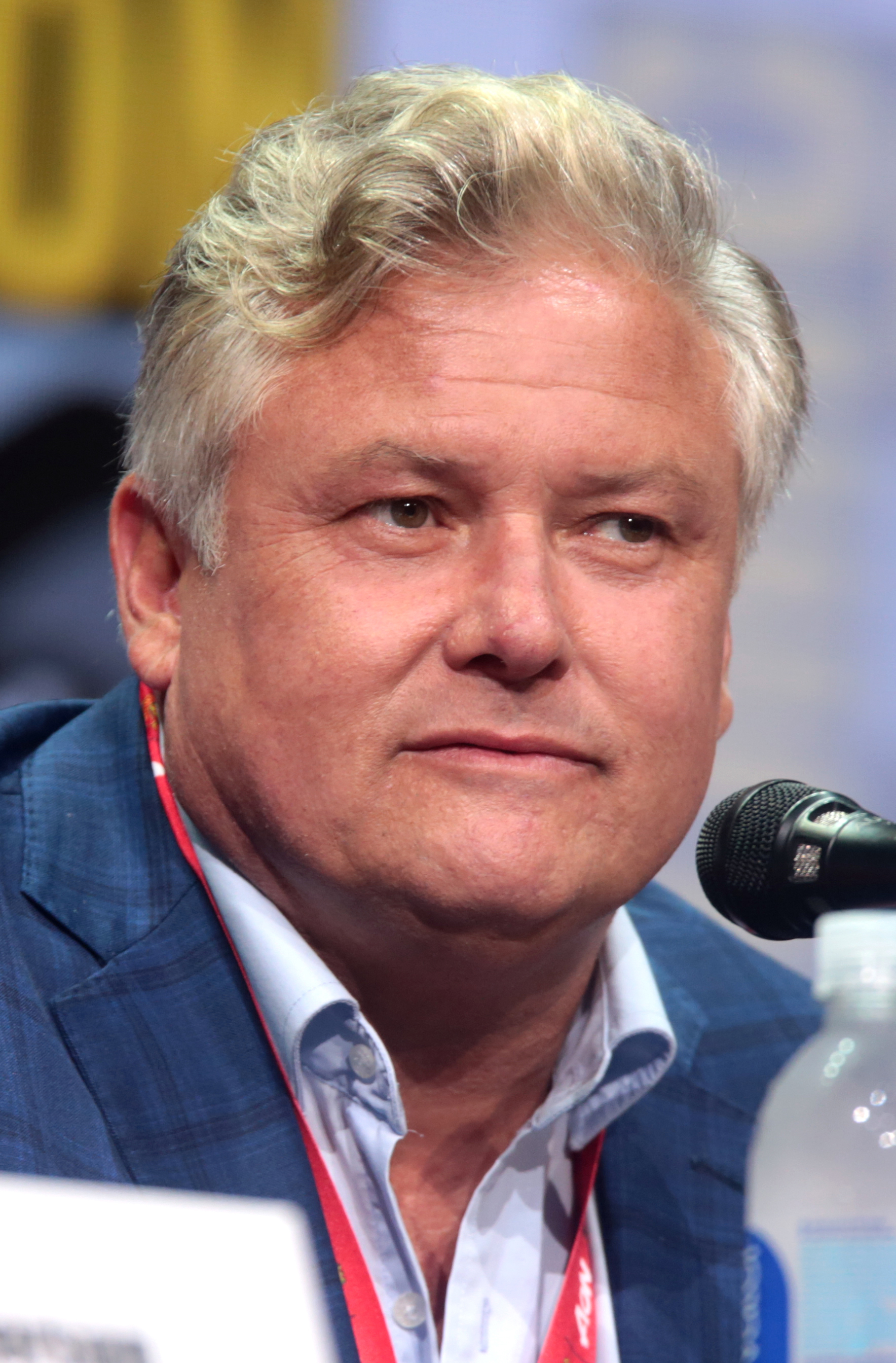
Conleth Hill (2017)

Conleth Hill (* 24. November 1964 in Ballycastle) ist ein nordirischer Theater-, Fernseh- und Filmschauspieler.

## Karriere
Hill wurde im nordirischen County Antrim geboren. Er ist vor allem als Theaterdarsteller bekannt. Diese Arbeit führte ihn auf viele Bühnen in Irland, England, Schottland und nach New York City. Sein Broadway-Debüt feierte er mit dem Stück Stones in His Pockets, für welches er 2001 eine Nominierung für einen Tony Award erhielt.
Neben seiner Arbeit am Theater war Hill auch immer wieder in Fernsehserien und Filmen in verschiedenen Nebenrollen zu sehen. 2008 verkörperte er in der britischen Comedy-Show Peter Kay's Britain's Got the Pop Factor… and Possibly a New Celebrity Jesus Christ Soapstar Superstar Strictly on Ice als Mum eine der größeren Rollen. Von 2011 bis 2019 war er in der HBO-Fernsehserie Game of Thrones als Varys zu sehen.

## Filmografie
- 1988: Boon (Fernsehserie, eine Folge)
- 1989;1995: Casualty (Fernsehserie)
- 1990: Medics (Fernsehserie, eine Folge)
- 1992: On the Up (Fernsehserie, eine Folge)
- 1992: Screen One (Fernsehserie, eine Folge)
- 1992–1994: Blue Heaven (Fernsehserie, 7 Folgen)
- 1993: The Bill (Fernsehserie, eine Folge)
- 1993: Die Abenteuer des jungen Indiana Jones (The Young Indiana Jones Chronicles, Fernsehserie, eine Folge)
- 1994: A Man You Don't Meet Every Day
- 1995: Crown Prosecutor (Fernsehserie, eine Folge)
- 1996: Out of the Deep Pan (Fernsehfilm)
- 1998: Cluck (Kurzfilm)
- 1998: Crossmaheart
- 2000: Meaningful Sex (Kurzfilm)
- 2001: TV to Go (Fernsehserie)
- 2002: Goodbye, Mr. Chips (Fernsehfilm)
- 2003: Intermission
- 2007: Ronni Ancona & Co (Fernsehserie, 3 Folgen)
- 2007: The Life and Times of Vivienne Vyle (Fernsehserie, 6 Folgen)
- 2008: Peter Kay's Britain's Got the Pop Factor… and Possibly a New Celebrity Jesus Christ Soapstar Superstar Strictly on Ice (Fernsehfilm)
- 2009: Whatever Works – Liebe sich wer kann (Whatever Works)
- 2009: Kopfgeld – Perrier’s Bounty (Perrier’s Bounty)
- 2009: National Theatre Live
- 2011–2019: Game of Thrones (Fernsehserie)
- 2011: Die Küste (The Shore) (Kurzfilm)
- 2011: Lachsfischen im Jemen (Salmon Fishing in the Yemen)
- 2013: Suits (Fernsehserie, 6 Folgen)
- 2014: Serena
- 2015: Two Down
- 2016: The Truth Commissioner
- 2017: Stan Lee’s Lucky Man (Fernsehserie, 1 Folge)
- 2018: 12 Monkeys (Fernsehserie, 2 Folgen)
- 2019: Official Secrets
- seit 2019: Vienna Blood (Fernsehreihe)
- 2020: Here Are the Young Men
- 2021: To Olivia
- 2022: Derry Girls (Fernsehserie, 1 Folge)
- 2022: Agatha Christie: Ein Schritt ins Leere (Why Didn’t They Ask Evans?, Miniserie)